# René Meulenbroek
René Meulenbroek (Arnhem, 9 april 1956) is een Nederlandse striptekenaar.  

## Levensloop

### Strips
In 1980 werd Studio Arnhem mede door Meulenbroek opgericht. Studio Arnhem tekent strips voor stripbladen, zoals de Eppo en Robbedoes.

### Toneel
Meulenbroek heeft in een aantal verschillende toneelgroepen gespeeld. In april 2003 speelde hij in Zonder bijsluiter en later in 8 vrouwen - Meulenbroek is hier de enige man - en die zich in de jaren 50 van de twintigste eeuw afspeelt. Later spelen ze met deze groep ook de voorstelling Abigail's Party.
Daarna speelde hij in de toneelgroep Blikschade, met rollen in Blikschade (2004) en Vaste gasten (2005). De laatste voorstelling van deze toneelgroep heette Buskruit, die opgevoerd werd in het Sonsbeekpark in Arnhem.